# Mario Margulis
Mario Margulis (4 de septiembre de 1932 - Buenos Aires, 7 de febrero de 2025) fue un sociólogo argentino, especialista en estudios culturales y primer decano de la Facultad de Ciencias Sociales (UBA).

## Biografía
En 1954 se recibió como contador en la Facultad de Ciencias Económicas de la UBA. En la segunda mitad de los años 60 publicó "Migración y marginalidad", un trabajo sobre la problemática de la migración interna y la integración cultural construido tras un trabajo de campo en la provincia de La Rioja. El libro se convirtió en un éxito editorial, con múltiples reimpresiones y contribuyó al desarrollo de la hasta esos momentos incipiente sociología de la cultura. Años después, en 1973, se graduó como sociólogo en la Universidad de Buenos Aires. Tras partir al exilio al comienzo del Proceso de Reorganización Nacional, fue durante 10 años profesor e investigador en el Centro de Estudios Económicos y Demográficos (actualmente, Centro de Estudios Demográficos, Urbanos y Ambientales) de El Colegio de México.
Con el retorno de la democracia, Margulis retornó al país y fue nombrado delegado del Rectorado para normalizar la Carrera de Sociología. Su trayectoria institucional continuó al convertirse en el primer decano de la Facultad de Ciencias Sociales (UBA), fundada en 1988.Posteriormente fue profesor titular de la materia Sociología de la Cultura e investigador del Instituto Gino Germani.Sus trabajos sobre el campo de la cultura, como «La cultura de la noche», «La segregación negada» o «La juventud es más que una palabra» (escritos individualmente o en equipo) se convirtieron en referencia para ese campo de estudios,al punto que el sociólogo y escritor Ernesto Meccia señala que «durante los años 90 y los primeros 2000 fue el gran referente de los estudios sociales de la juventud en la UBA».

## Libros
- VV.AA. (Buenos Aires, 1987). Dinámica migratoria argentina [1955-1984] : democratización y retorno de expatriados. 2. Centro Editor de América Latina. ISBN 950-25-1463-7.
- Margulis, M. (Buenos Aires, 1996). La juventud es más que una palabra : ensayos sobre cultura y juventud. Biblos. ISBN 950-786-113-0.
- Margulis, M.; Urresti, M. (Buenos Aires, 1998). La segregación negada: cultura y discriminación social. Biblos. ISBN 978-950-786-224-3.
- VV.AA (Buenos Aires, 2005). La cultura de la noche: la vida nocturna de los jóvenes en Buenos Aires. Biblos. ISBN 950-786-145-9.
- Margulis, M. (2009). Sociología de la Cultura. Conceptos y problemas. ISBN 9789507867002.
- Margulis, M.; Urresti, M.; Lewin, H. (Buenos Aires, 2011). Tramas del Presente desde la Perspectiva De la Sociologia De la Cultura. Biblos. ISBN 9789507868733.
- Margulis, M.; Urresti, M.; Lewin, H. (Buenos Aires, 2014). Intervenir en la Cultura. Biblos. ISBN 9789876912358.